# The Haitian Times
The Haitian Times est initialement un journal fondé en octobre 1999, avec une rédaction basée à Brooklyn, New York, et destiné à la diaspora haïtienne vivant dans la région de New York. Il est devenu en 2012 un journal en ligne, et a élargi son audience.

## Historique
The Haitian Times a été fondé en 1999 à Brooklyn, New York, en tant que quotidien imprimé. Ses fondateurs ont choisi de faire un journal d'expression anglaise (avec une rubrique en français et en créole), par opposition au français ou au créole haïtien, langues retenues par la plupart des médias s'adressant à la diaspora haïtienne à New York. Le journal s'adresse ainsi notamment aux enfants, nés aux États-Unis, des immigrés haïtiens. Il a publié son premier numéro le 27 octobre 1999,,.
Ses fondateurs sont Garry Pierre-Pierre, journaliste dans de grands quotidiens américains, et Yves Colon, journaliste au Miami Herald (la communauté haẗienne est importante en Floride). Colon, qui était rédacteur en chef, a quitté la publication au bout de deux mois. Pierre-Pierre a assumé la responsabilité de la rédaction en plus de son rôle d'éditeur. De 1999 à 2012, la plupart des églises haïtiennes de la ville se sont abonnées au journal, fournissant des piles d'exemplaires à leurs fidèles aux portes. En 2012, ce journal est passé au tout numérique, élargissant de fait son lectorat,. Le relais de Garry Pierre-Pierre a été pris, depuis, par des journalistes d'une nouvelle génération, en particulier par Vania Andre, Haïtienne-Américaine de première génération, imprégnée du journalisme à l'américaine et qui maintient le cap du comité de rédaction : « Nous offrons une couverture équilibrée de la communauté. Ce n'est pas que du catastrophisme [...] La communauté haïtienne, les questions haïtiennes, les faits marquants de la vie haïtienne, tout cela peut exister simultanément, et non indépendamment les uns des autres », affirme-t-elle.
Sur des sujets touchant particulièrement la diaspora haîtienne, comme en 2000  la mort de Patrick Dorismond, un agent de sécurité haïtien-américain abattu par un policier en civil près du Madison Square Garden, le départ des Duvalier du pouvoir ou le séisme de 2010 en Haïti, ses articles sont parculièrement suivis par les autres organes de presse américains, y compris The New York Times.